# Sherjill Mac-Donald
Sherjill Mac-Donald (Amsterdam, 20 novembre 1984) è un calciatore olandese, attaccante dell'Hooikt.

## Palmarès

### Club

#### Competizioni nazionali
- Campionato belga: 2

Anderlecht: 2003-2004, 2005-2006
- Supercoppa del Belgio: 1

Anderlecht: 2001
- Tweede klasse: 1

Westerlo: 2013-2014
- Eerste Divisie: 1

Sparta Rotterdam: 2015-2016